# Bartosz Minkiewicz
Bartosz Minkiewicz (ur. 7 maja 1975 w Toruniu) – polski rysownik i scenarzysta komiksowy, satyryk i ilustrator, wraz z bratem Tomaszem autor serii komiksowej Wilq Superbohater.

## Życiorys
Obaj z bratem urodzili się w Toruniu, mieszkali w Opolu, zaś od lat 90. i studiów na Akademii Sztuk Pięknych mieszkają w Krakowie.
Komiksy i ilustracje satyryczne publikują od lat 90. Choć większość ich prac sygnowana jest przez obu braci, publikują również samodzielnie, Bartosz czasem pod pseudonimem Burt Softa (np. komiks Straine – Dystrykt Galicja).
Od 2003 publikują serię komiksów o Wilq – superbohaterze z Opola. Komiksy o Wilq i jego znajomych pojawiały się również w magazynach komiksowych m.in. w Produkcie. Kolejne albumy ukazują się nieregularnie co kilka lub kilkanaście miesięcy, cała seria liczy już 20 tomów.
Ilustracje braci Minkiewiczów pojawiały się m.in. w Gazecie Wyborczej, na Onet.pl i w Tygodniku Powszechnym.
Są laureatami nagrody Śląkfa w kategorii Twórca Roku 2008.
Bartosz Minkiewicz odpowiadał oprawę graficzną konwentu ConQuest oraz za dekoracje, opracowanie plastyczne, projekty plastyczne postaci w serialu animowanym Myszka w paski i dobre maniery (2014) dla kanału MiniMini+

## Publikacje

### Wspólne zTomaszem Minkiewiczem
- Seria Wilq Superbohater – tomy 1-20, oraz dwa tomy zbiorcze, od 2003
- Co to jest wątośle? – Czyli najśmieszniejszy przewodnik po Krakowie, 2010

### Wspólnie z Krzysztofem Tkaczykiem
- Straine – 1 – Dystrykt Galicja (scenariusz i rysunki: Bartosz Minkiewicz, jako Burt Softa, scenariusz i rysunki: Krzysztof Tkaczyk), 2000
- Straine – 2 – Sport Stories (rysunki: Bartosz Minkiewicz, jako Burt Softa, scenariusz i rysunki: Krzysztof Tkaczyk), 2011